# فرومنهاوزن
فرومنهاوزن (به آلمانی: Frommenhausen) یک منطقهٔ مسکونی در آلمان است که در روتنبورگ آم نکا واقع شده‌است.
 فرومنهاوزن  ۴۶۷ نفر جمعیت دارد.